# 布里 (夏朗德省)
布里（法語：Brie，法語發音：[bʁi] ⓘ）是法国夏朗德省的一个市镇，位于该省中部，省会昂古莱姆市区东北，属于昂古莱姆区，同时也是大昂古莱姆城市公共社区的一部分。

## 地理
布里（45°44'16"N, 0°14'27"E）面积34.05 平方千米，位于法国新阿基坦大区夏朗德省，该省份为法国西部内陆省份，北起德塞夫勒省和维埃纳省，东临上维埃纳省，东南至多尔多涅省，南至多爾多涅省，西接滨海夏朗德省。
与布里接壤的市镇（或旧市镇、城区）包括：阿格里、阿奈、尚涅、若德、莫尔纳克、里维耶尔、图夫尔河畔吕埃勒、昂古莱姆地区拉罗什富科。

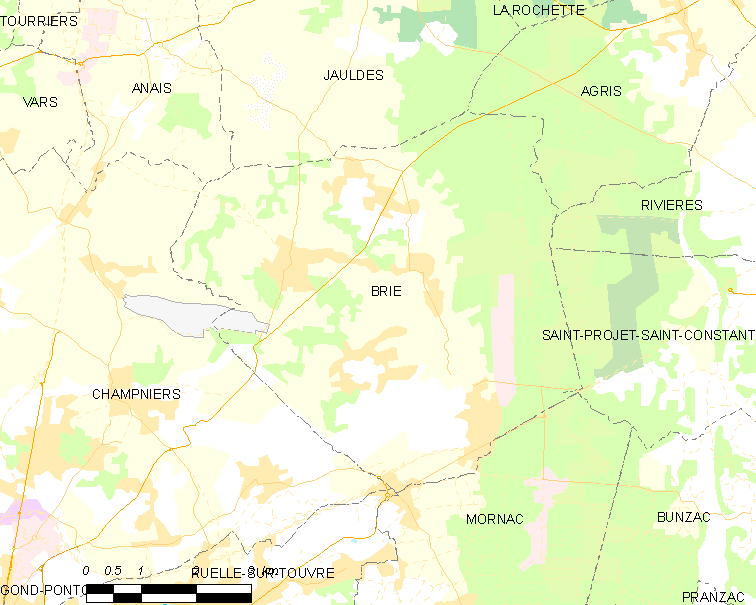
的OSM定位图

布里的时区为UTC+01:00、UTC+02:00（夏令时）。

## 行政
布里的邮政编码为16590，INSEE市镇编码为16061。

## 政治
布里所属的省级选区为图夫尔-布拉科讷县。

## 人口

1962-2008年间人口变化图示

布里于2022年1月1日时的人口数量为4157人。